# Gregor Brentel
Gregor Brentel (* vor/um 1515 in Lauingen; † 1567 ebenda.) war ein schwäbischer Baumeister, der das ganze Leben in Lauingen wohnte und tätig war.

## Leben
Gregor Brentel war vermutlich ein älterer Cousin der Maler Georg Brentel des Älteren und Hans Brentel.
Er wird zum ersten Mal 1535 im Steuerregister erwähnt. Vermutlich heiratete er zu diesem Zeitpunkt zum ersten Mal, der Name seiner ersten Frau ist jedoch nicht bekannt. Er wohnte damals vor der Kramergasse. Am 14. Oktober 1538 kaufte Brentel von Hans Koler dessen Haus am Anfang der Kramergasse für 116 fl 40 kr und wohnte dort bis 1563. In den 1540er Jahren war er beschäftigt bei dem Bau der Lauinger St.-Martins-Kirche. Mit seiner zweiten Frau, Barbara geb. Steichele, hatte er eine Tochter Maria.
Nach dem Tod der zweiten Frau schloss er am 18. Oktober 1554 einen Ehevertrag mit seiner dritten Frau Barbara geb. Mauter und zugleich einen Erbvertrag für seine Tochter aus der zweiten Ehe. Ab 1563 verminderten sich seine Steuerzahlungen, was auf eine Verminderung der beruflichen Aktivität hindeutet. Da er noch nicht alt war, ist eine langwierige Krankheit zu vermuten. 1565 zog er in das Ried, wo er nach ungefähr zwei Jahren starb. Aus der dritten Ehe Gregor Brentels stammt wahrscheinlich ein Sohn, dessen Vorname bislang unbekannt geblieben ist.